# Los ritos sexuales del diablo
Pour plus de détails, voir Fiche technique et Distribution.
Los ritos sexuales del diablo est un film d'épouvante hispanique réalisé par José Ramón Larraz et sorti en 1982.

## Synopsis
Une jeune femme nommée Carol est entraînée dans une secte libertine et satanique en Angleterre à la suite de la mort brutale de son frère. Au début, tout semble innocent, mais Carol se retrouve bientôt plongée dans un monde sinistre et sadique de débauche, de violence et de dépravation totale dont elle ne pourra peut-être jamais s'échapper, car l'emprise des membres de la secte commence à s'emparer de son esprit, de son corps et de son âme.

## Fiche technique
- Titre original espagnol : Los ritos sexuales del diablo[1],[2]
- Réalisation : José Ramón Larraz
- Scenario : José Ramón Larraz
- Photographie :	Juan Mariné
- Montage : Harold Wallmann
- Musique : Cam España
- Décors : John Hanford
- Production : Nancy Rolseth
- Société de production : Cinema International Corporation
- Pays de production :  Espagne
- Langue originale : espagnol
- Format : couleurs - 1,66:1 - Son mono - 35 mm
- Durée : 84 minutes
- Genre : film d'épouvante
- Dates de sortie :
  - Espagne : 3 avril 1982
  - France : 6 avril 2023 (Festival des hallucinations collectives à Lyon)

## Distribution
- Helga Liné : Fiona
- Vanessa Hidalgo : Carol
- Carmen Carrión : Georgina
- Jeffrey Healy : Pablo / Robert
- Alfred Lucchetti : John
- Manuel Gómez-Álvarez : révérend Hübner
- Tito Valverde : Steve